# Castel de apă (Căzănești)
Castel de apă este o clădire amplasată în Căzănești, raionul Telenești, Republica Moldova. Este un monument arhitectural de importanță națională inclus în Registrul monumentelor Republicii Moldova ocrotite de stat cu nr. 1471 (raionul Telenești). Datează de la sf. sec. XIX.